# Больцано (хоккейный клуб)
«Больца́но» (итал. Hockey Club Bolzano) — итальянский хоккейный клуб из города Больцано. Основан в 1933 году. Выступает в Австрийской хоккейной лиге. Домашние матчи проводит в ледовом дворце Палаонда.

## История
Хоккейный клуб «Больцано» был основан в 1933 году. Большую популярность хоккей в Италии набрал только после Второй мировой войны. В 1962 году клуб выигрывает своё первое чемпионство. В 1988 году клуб завоевал десятое чемпионство, что позволило ему нашить золотую звезду на свитера игроков. В девяностых годах клуб завоёвывает ещё пять титулов. В 1998 году «Больцано» добавляет к своему названию слово Лисы в честь спонсоров клуба: пивоваренной компании «Форст». В 2000 году клуб выигрывает очередной титул, разгромив в финале «Азиаго». В том же году команда возвращает своё название. В течение следующих восьми лет клубу не удаётся выиграть титул. Лишь в 2008 году клуб, наконец, выигрывает семнадцатое по счёту чемпионство. В 2009 году клуб выступает в Континентальном кубке, где выигрывает бронзу. В 2013 году клуб подал заявку на участие в Австрийской хоккейной лиге, куда и был принят 8 июля. Также в Серию B был заявлен дубль клуба. В феврале 2014 года Больцано организовал турнир в честь восьмидесятилетия клуба. В нём приняли участие французский «Руан» и российская «Югра». Турнир выиграла «Югра», «Больцано» занял последнее место. В австрийской лиге команда заняла четвёртое место, а в плей-офф выиграла кубок, тем самым став первым иностранным клубом-триумфатором. Благодаря победе в Австрийской лиге клуб получает право участвовать в Лиге чемпионов. Команда выступила в групповом этапе и заняла третье место, набрав девять очков.

## Достижения
- Серия А
  - Чемпион (19)  : 1963, 1973[11], 1977[12], 1978[13], 1979[14], 1982[15], 1983[16], 1984[17], 1985[18], 1988[2], 1990[19], 1995[20], 1996[21], 1997[22], 1998[23], 2000[3], 2008[24], 2009[25], 2012[26]
- Кубок Италии по хоккею
  - Обладатели (3)  : 2004, 2007, 2009
- Суперкубок Италии по хоккею
  - Обладатели (4)  : 2004, 2007, 2008, 2012
- Австрийская хоккейная лига
  - Чемпион (2)  : 2014, 2018
- Кубок Альп
  - Обладатели  : 1963
- Альпенлига
  - Чемпион  : 1994
- Турнир шести наций
  - Чемпион  : 1994

## Текущий состав

### Вратари
- 01  Андреас Барнард
- 38  Самюэль Гарвей

### Защитники
- 07  Райан Калкин
- 15  Энрико Малиоранци
- 28  Кэмерон Джинетти
- 44  Скотт Валентайн
- 89  Майк Далхёйсен
- 90  Дилан Ди Перна
- 98  Койл Халтис

### Нападающие
- 09  Даниэль Мантенуто
- 10  Дастин Гэзли
- 13  Диего Глюк
- 19  Брэдли МакКлюр
- 26  Анджело Мичели
- 29  Леонардо Фелисетти
- 39  Мэтью Фраттин
- 62  Митчелл Халтис
- 71  Ханнес Касслаттер
- 88  Доминик Альберга
- 91  Майк Хэлмо
- 92  Кристиан Томас
- 93  Лука Фриго
- 94  Даниэль Франк